# Trnjaci (Ub)
Trnjaci (Servisch cyrillisch Трњаци) is een plaats in de Servische gemeente Ub. De plaats telt 909 inwoners (2002).